# Tales of Meeting and Parting
Tales of Meeting and Parting (übersetzt Geschichten über Begegnungen und Abschied) ist ein US-amerikanisches Kurzfilmdrama von 1985 unter der Regie von Lesli Linka Glatter. Glatter und Sharon Oreck wurden in ihrer Funktion als Produzentinnen für und mit dem Film für einen Oscar nominiert.

## Inhalt
Ein älterer Japaner, ehemals Dolmetscher während des Zweiten Weltkriegs, ist in Tokio in der Bahnstation Ueno unterwegs. Er besteigt einen Zug, der ihn zu einem Freund bringen soll, mit dem er ein Treffen vereinbart hat. Während seiner Zugfahrt bringen ihn alltägliche Beobachtungen, die er dort macht, zurück in eine Zeit im Krieg kurz vor Weihnachten. Er erinnert sich an Befragung von Kriegsgefangenen, die besonders brutal waren und denen er als junger Dolmetscher beiwohnen musste. Er selbst versuchte seinerzeit ein gewisses Maß an Freundlichkeit zu zeigen, was ihm nach Kriegsende von den Alliierten, in deren Gefangenschaft er sich befand, honoriert wurde.  
Die Erinnerungen, die ihn einholen, sind jedoch mehr als quälend und wühlen ihn so sehr auf, dass er glaubt, seine schmerzlich vermisste Freundin unter den Menschen auf dem Bahnsteig zu erkennen. Der Drang, ihr entgegenrennen zu wollen ist groß, ihr Lächeln nimmt ihn gefangen. Er verliert sie jedoch abermals in dem Strom von Menschen in der überfüllten Station.  

## Produktion, Veröffentlichung
Es handelt sich um einen von der Produktionsfirma Lesli Linka Glatter hergestellten Film des American Film Institute (AFI). Die Aufnahmen  entstanden in Santa Clarita in Kalifornien in den Vereinigten Staaten. Patti Yasutake gab in diesem Film ihr Debüt.
Der Film wurde erstmals im April 1985 auf dem WorldFest Houston vorgestellt. Im Oktober 1985 lief er auf dem Chicago International Film Festival. Er wurde zudem auf dem Torino Film Festival in Italien vorgestellt.

## Auszeichnungen
| Jahr | Auszeichnung                        | Kategorie, Werk                                 | Nominierte                        | Ergebnis  |
| ---- | ----------------------------------- | ----------------------------------------------- | --------------------------------- | --------- |
| 1985 | Oscar                               | „Bester Kurzfilm“: Tales of Meeting and Parting | Lesli Linka Glatter, Sharon Oreck | Nominiert |
| 1985 | Chicago International Film Festival | „Bester Kurzfilm“ Tales of Meeting and Parting  | Lesli Linka Glatter               | Nominiert |